# Cardwell (Missouri)
Cardwell is een plaats (city) in de Amerikaanse staat Missouri, en valt bestuurlijk gezien onder Dunklin County.

## Demografie
Bij de volkstelling in 2000 werd het aantal inwoners vastgesteld op 789.
In 2006 is het aantal inwoners door het United States Census Bureau geschat op 745, een daling van 44 (-5,6%).

## Geografie
Volgens het United States Census Bureau beslaat de plaats een oppervlakte van
1,6 km², geheel bestaande uit land. Cardwell ligt op ongeveer 73 m boven zeeniveau.

## Plaatsen in de nabije omgeving
De onderstaande figuur toont nabijgelegen plaatsen in een straal van 20 km rond Cardwell.